# Australophiloscia societatis
Australophiloscia societatis is een pissebed uit de familie Philosciidae. De wetenschappelijke naam van de soort is voor het eerst geldig gepubliceerd in 1932 door Maccagno.